# 쑤언란
쑤언란(베트남어: Xuân Lan, 1978년 8월 12일 ~ )은 베트남의 배우, 모델이다.